# Palina Rojinski
Palina Rojinski, nata Polina Igorevna Rožinskaja, in russo Полина Игоревна Рожинская? (Leningrado, 21 aprile 1985), è un'attrice e conduttrice televisiva russa naturalizzata tedesca.

## Filmografia parziale

### Cinema
- Männerherzen, regia di Simon Verhoeven (2009)
- Männerherzen... und die ganz ganz große Liebe, regia di Simon Verhoeven (2011)
- Rubbeldiekatz, regia di Detlev Buck (2011)
- Jesus liebt mich, regia di Florian David Fitz (2012)
- Traumfrauen, regia di Anika Decker (2015)
- Benvenuto in Germania! (Willkommen bei den Hartmanns), regia di Simon Verhoeven (2016)
- Get Lucky, regia di Ziska Riemann (2019)
- Enkel für Anfänger, regia di Wolfgang Groos (2020)
- Nightlife, regia di Simon Verhoeven (2020)

### Televisione
- Zeit der Helden - serie TV, 9 episodi (2013)
- Tatort - serie TV, un episodio (2013)

## Programmi televisivi
Lista parziale.
- NeoParadise (2011-2012)
- Circus Halligalli (2013-2017)
- Sing On! Germany (2020)
- LOL: Last One Laughing Germany (2022)